# Amorpha nitens
Amorpha nitens är en ärtväxtart som beskrevs av F.E.Boynton. Amorpha nitens ingår i släktet segelbuskar, och familjen ärtväxter. Inga underarter finns listade i Catalogue of Life.